# Rebeka Klark (kompozitorka)
Rebeka Klark (27. avgusta 1886 - 13. oktobra 1979) bila je britansko-američka kompozitorka klasike i violista. Svetsku slavu stekla je kao virtuoz na violi. Takođe je bila jedna od prvih ženskih profesionalnih sviračica u orkestru. Rođena u Engleskoj (od majke Nemice i oca Amerikanca), Rebeka je govorila da ima i britansku i američku nacionalnost i provela je značajne periode svog dugog života u Sjedinjenim Američkim Državama, gde se trajno nastanila nakon Drugog svetskog rata. Rođena je u Harouu i studirala je na Kraljevskoj muzičkoj akademiji (Royal Academy of Music) i Kraljevskom muzičkom koledžu (Royal College of Music) u Londonu. Početak Drugog svetskog rata dočekala je u Sjedinjenim Američkim Državama gde se kasnije i trajno naselila. Godine 1944. udala se za kompozitora i pijanistu Džejmsa Friskina. Rebeka Klarka je preminula u svom domu u Njujorku u 93. godini života.
Iako Rebekin opus nije bio veliki, njen rad je ostao zapamćen po kompozicionoj veštini i umetničkoj snazi. Neka od njenih dela tek treba da budu objavljena (a mnoga su objavljena posthumno) a ona koji su objavljena za njenog života bili su uglavnom zaboravljeni nakon što je prestala da komponuje. Interesovanje za njene kompozicije oživelo je 1976. godine. Godine 2000. osnovano je Društvo Rebeke Klark sa ciljem promovisanja, proučavanja i izvođenja njene muzike.

## Detinjstvo i rana mladost
Rebeka je rođena u Harovu, u Engleskoj, od oca Amerikanca Džozefa Tejčera Klarka i majke Nemice Agnes Polin Mari Amali Helferič. Džozefa je zanimala muzika i pokušao je svoje interesovanje da prenese na sina Hansa. Rebeka je, posmatrajući časove violine petnaest meseci mlađeg brata, pokazala veliko interesovanje za muziku. Dogine 1903. upisala je Kraljevsku muzičku akademiju, ali ju je otac ispisao iz škole nakon što je saznao da joj se udvara profesor harmonije Persi Ilder Majls. Njegova ljubav je bila toliko jaka, da joj je testamentom ostavio svoju Stradivarijusovu violinu. Rebeka je nakon napuštanja Kraljevske Akademije prvi put posetila Sjedinjene Američke Države. U periodu od 1907. o 1910. godine, pohađala je Kraljevski muzički koledž i postala jedna od prvih studentkinja kompozicije Čarlsa Vilijera Stanforda.
Na nagovor Stanforda, fokus je sa violine preusmerila na violu, što se na kraju pokazalo dobrim postupkom. Učila je sa Lajonelom Tertisom, kojeg su neki smatrali najvećom violistom tadašnjice. Godine 1910. komponovala je postavku kineske poezije, nazvanu „Suze“ (Tears), u saradnji sa grupom kolega studenata sa Kraljevskog muzičkog koledža. Takođe je pevala pod upravom Ralfa Von Vilijamsa u studentskom ansamblu koji se bavio proučavanjem i izvođenjem muzike Đovanija Pjerluiđija da Palestrina.
Nakon kritika na njeno ponašanje i verbalnu komunikacije, Rebekin otac Džozef ju je izbacio iz porodične kuće i ukinuo joj finansijsku podršku. Suočena sa novčanim problemima, Rebeka je napustila koledž 1910. godine i počela da svira violu kako bi se izdržavala. Rebeka je postala jedna od prvih ženskih profesionalnih orkestralnih muzičarki, nakon što ju je 1912. godine Hendri Vud izabrao da svira u orkestru „Queen's Hall“. Godine 1916. odlučuje da karijeru nastavi u Sjedinjenim Američkim Državama. Pod pseudonimom Entoni Trent objavila je „Morpheus“, kratko lirsko delo za violu u klavir, koje je premijerno izvela na zajedničkom recitalu violončelistkinjom Mai Mukle u Njujorku. Recenzenti su pohvalili „Entoniju“, uglavnom ignorišući ostala dela zaslužna za Rebekino premijerno izvođenje u istom recitalu. Njena kompoziciona karijera dostigla je vrhunac u kratkom periodu, počevši od sonate za violu iz 1919. godine. Rebekin rad sponzorisala je Elizabeta Sprag Kulidž, pijanistkinja i njena komšinica.
Od 72 učesnika, Rebekina sonata izborila se za prvo mesto sa kompozicijom Ernesta Bloha. Novinari su spekulisali da je „Rebeka Klark“ samo pseudonim za samo Bloha, ili da Rebeka, ako zaista postoji, nije mogla biti autor tih dela, jer je preovladavala ideja da je društveno nezamislivo da „žena može napisati nešto tako lepo“. Sonata je dobro prihvaćena i imala je svoj prvi nastup na Berkširskom muzičkom festivalu 1919. godine. Godine 1921. Rebeka je ponovo napravila impresivan nastup u takmičenju za kompoziciju Elizabete Kulidž sa svojim klavirskim triom, mada opet nije uspela da preuzme nagradu. Usledila je rapsodija za violončelo i klavir iz 1923. godine, koju je sponzorisala Elizabeta, čineći Rebeku jedinom ženom koja je primila njeno pokroviteljstvo. Ova tri dela predstavljaju vrhunac Clarkove kompozicione karijere.

## Kasniji život i brak
Nakon što je završila svoju prvu svetsku turneju koja je trajala od 1922. do 1923. godine, Rebeka je 1924. godine započeo solo karijeru i karijeru ansambl izvođača u Londonu. Godine 1927. pomagala je u formiranju Engleskog ansambla, klavirskog kvarteta u kojem su bile i Maržori Hejvard, Ketlin Long i Mai Mukl. Takođe je nastupala nekoliko puta tokom 1920-ih i 1930-ih, i učestvovala je u muzičkim emisijama BBC-a. Njen kompozicioni opus se u tom periodu znatno smanjio. Međutim, nastavila je da nastupa, učestvujući na Pariskoj kolonijalnoj izložbi 1931. godine kao deo Engleskog ansambla. Između 1927. i 1933. bila je u romantičnoj vezi sa britanskim baritonom Džon Gosom, koji je bio osam godina mlađi od nje i u to vreme oženjen. On je premijerno izveo nekoliko njenih pesama, od kojih su, „Junski sumrak (June Twilight)“ i „The Seal Man“ bile posvećene njemu. Njeno delo „Tiger, Tiger“, završeno u trenutku prekida veze, pokazalo se kao njena poslednja kompozicija za solo glas, sve do početka 1940-ih godina.
Po izbijanju Drugog svetskog rata, Rebeka je bila u Sjedinjenim Američkim Državamau poseti svojoj dvojici braće i nije uspela da dobije vizu za povratak u Britaniju. Jedno vreme je živela sa porodicama svoje braće, a zatim je 1942. godine zauzela mesto guvernante porodice u Konektikatu. U periodu između 1939. i 1942. godine, komponovala je deset dela, uključujući i delo „Passacaglia“ napisano na staroengleskoj melodiji („Passacaglia on an Old English Tune”). Tokom studija na Kraljevskom koledžu za muziku, u Sjedinjenim Američkim Državama, upoznala Džejmsa Friskina, kompozitora, koncertnog pijanistu i osnivača člana fakulteta „Juilliard School“, koji će kasnije postati njen suprug. Prijateljstvo su obnovili nakon slučajnog susreta na Menhetnu 1944. godine i venčali se u septembru iste godine u svojim kasnim pedesetim godinama života. Prema muzikologu Lijeni Kertis, Friskin je bio „čovek koji je [Rebeki] pružio osećaj dubokog zadovoljstva i ravnoteže“.
Muzikolog Stiven Banfild opisao je Rebeku kao najugledniju britansku kompozitorku međuratne generacije. Međutim, njen kasniji rad bio je sporadičan. Bolovala je od distimije, hroničnog oblika depresije. Nedostataka ohrabrenja a ponekad i otvoreno obeshrabrenja za svoj rad uticao je na njeno dalje komponovanje. Smatrala je da nije sposobna da uravnoteži svoj lični život i zahteve za kompozicije. Izjavila je jednom prilikom: „Ne mogu to da uradim ukoliko to nije prva stvar na koju mislim svakog jutra kad se probudim i poslednja stvar na koju mislim svake noći pre nego što odem na spavanje.“ Posle venčanja prestala je da komponuje, uprkos ohrabrenju svog supruga. Malo pre smrti nastavila je da radi na aranžmanima. Takođe, nedugo posle udaje prestala je da nastupa.
Rebeka je prodala nasleđeni Stradivarius i uspostavila nagradu „May Mukle“na Kraljevskoj akademiji. Nagrada se i dalje dodeljuje svake godine izvanrednom violončelistu. Nakon muževe smrti 1967. godine, Rebeka je započela pisanje memoara pod naslovom „I Had a Father Too (or the Mustard Spoon)“ (I ja sam imala oca (ili kašičicu senfa)); koje je završila 1973. godine, ali ih nikada nije objavila. U njima opisuje svoj rani život, obeležen čestim batinama od oca i zategnutim porodičnim odnosima koji su uticali na njenu percepciju o njenom pogledu na život. Rebeka Klark je umrla 1979. godine u svom domu u Njujorku u 93. godini i njeno telo je kremirano.

## Muzika
Veliki deo Rebekine muzike sadržao je violu iz razloga jer je ona bila profesionalni izvođač viole. Najveći deo njenog stvaralačkog opusa bio je napisan za nju i za ženske kamerne ansamble u kojima je svirala, uključujući kvartet „Norah Clench“, „Engleski ansambl“ i „d'Aranyi Sisters“. Dugi niz godina nastupala je širom sveta, posebno sa violončelistkinjom Mai Mukle. Na njena dela snažno je uticalo nekoliko trendova u klasičnoj muzici XX veka. Rebeka je takođe poznavala mnoge vodeće kompozitore tadašnjice, uključujući Ernesta Bloha i Žozefa Morisa Ravela, sa kojima se njena dela često upoređivana.
Debisijev impresionizam često se pominje u vezi sa Rebekinim delima, posebno u upoređivanju teksture i modernističkog sklada. Rebekina sonata za violu, objavljena iste godine kao i sonata za violu Bloha i Paula Hindemita, je primer za to. Sonata odlikuje pentatonskom temom otvaranja, gustim harmonijama, emocionalno intenzivnom prirodom i gustom, ritmički složenom teksturom. Sonata je ubrzo postala deo standardnog repertoara za violu. Delo Morpheus, komponovano godinu dana ranije, bio je njeno prvo opsežno delo, posle više od decenije pisanja i komponovanja pesama i minijatura. Rapsodija koju je, finansirala Elizabet Kulidž je Rebekino najambicioznije delo. Duga je otprilike 23 minuta, a složene muzičke ideje i dvosmisleni tonaliteti doprinose različitim raspoloženjima dela. Nasuprot tome, „Midsummer Moon“, napisan sledeće godine, lagana je minijatura, sa solo-violinskom linijom nalik na lepršanju.
Pored svoje kamerne muzike za gudače instrumente, Rebeka je napisala i mnoge pesme. Gotovo sva njena rana dela namenjena su solo glasu i klaviru. Njen „Tiger, Tiger“ iz 1933. godine, postavka Blejkove pesme "Tigar", mračno je i zamišljeno, gotovo ekspresionističko delo. Na njemu je radila pet godina, isključujući druga dela tokom svoje burne veze sa Džonom Gosem. Delo je revidirala 1972. godine. Većina njenih pesama je, međutim, lakše kompozicije. Njeni najraniji radovi bili su salonske pesme. Kasnije je nastavila sa radom na delima koji su prevashodno koncipirani na tekstovima klasije Vilijama Batlera Jejtsa, Džona Mejsfilda i Edvarda Hausmena.
U periodu od 1939. do 1942. godine, na vrhuncu svoje kompozicione karijere, njen stil je postao jasniji i kontrapunktniji, sa naglaskom na motivske elemente i tonske strukture u duhu neoklacisizma. Delo „Dumka“ iz 1941. godine napisano za violinu, violu i klavir odražava istočnoevropske narodne stilove Bartoka i Bohuslava Martina. "Passacaglia u staroj engleskoj melodiji", takođe nastala u 1941. godini, a premijerno je izvedena od same Rebeke, zasnovana je na temi koja se pripisuje Tomasu Talisu i koja se pojavljuje tokom celog dela. Komad je modalnog okusa, uglavnom u dorskom modu, ali se upušta u retko čuveni frigijski mod. Komad „BB-u“, je posvećen Rebekinoj nećaki Magdaleni a neki naučnici smatraju da je verovatnije da se delo odnosi na Bendžamina Britnija koji je organizovao koncert u znak sećanja na smrt Rebekinog prijatelja Franka Bridža. Kompozicija „Prelude, Allegro, and Pastorale“, takođe napisana 1941. godine je još jedan komad pod neoklasičnim uticajem, napisan za klarinet i violu (izvorno za njenog brata i snaju).
Rebeka nije komponovao velika dela poput simfonija. Ukupan opus njenog stvaralaštva sadrži 52 pesme, 11 horskih dela, 21 kamernih komada, klavirski trio i sonatu za violu. Njen rad je dugo bio zaboravljen, ali interesovanje je naglo skočilo 1976. godine nakon radio emisije u čast proslave njenog devedesetog rođendana. Preko polovine Rebekinih kompozicija ostaje neobjavljeno i nalazi se u ličnom posedu naslednika, zajedno sa većinom njenih spisa. Međutim, početkom 2000-ih više njenih dela je štampano i snimljeno. Primeri novijih publikacija uključuju dva gudačka kvarteta i „Morpheus“, koji su objavljeni 2002. godine.
Savremena recepcija Clarkeova dela uglavnom je pozitivna. Pregled njene violine sonate iz 1981. godine okarakterisan je kao „promišljenim, dobro konstruisanim delom“ relativno opskurnog kompozitora; dok je u recenziji iz 1985. zabeleženo da delo ima„emocionalni intenzitet i upotrebu boja tamnih tonova“. Andrej Ahenbah Achenbach je u svom osvrtu na izvedbu Helen Calus, Rebekino delo „Morpheus“ nazvao „upečatljivo“ i „mlitavo“. Lorense Vites je „uspavanku“ ocenio kao „izuzetno slatko i nežno“ delo. Mnogi kritičari složili su se da je zapanjujuće da su se tako dobro napisana dela godinam nalazili u zaboravu.
Sonata za violu bila je tema ankete BBC Radija 3 Izgradnja biblioteke 17. oktobra 2015. godine. Najbolju preporuku, po izboru Helen Volas, dali su Tabea Cimerman (viola) i Kiril Gerštejn (klavir). Godine 2017. BBC Radio 3 posvetio je pet sati svog muzičkog programa puštajući Rebekina dela kao izbor za kompozitora nedelje.

## Udruženje Rebeka Klark
Udruženje Rebeka Klark osnovano je u septembru 2000. godine u okviru Istraživačkog centra za ženske studije u Univerzitetu Brandeis, sa ciljem promovisanja izvođenja Rebekinih dela, finansiranja objavljivanja novih sadržaja i podizanja svesti o Rebekinom Radu. Udruženje su osnovali muzikolog Lien Ketris i Džesi En Ovens. Organizacija je promovisala snimanje i finansiranje nekoliko Rebekinih dela, uključujući i svetske premijere, objavljivanje snimaka do tada neobjavljenog materijala i publikacije u mnogim časopisima.
Udruženje je otvorilo arhive i objavilo ranije neobjavljene kompozicije iz Rebekine imovine. „Binnorie“, dvanaestominutna pesma zasnovana na keltskom folkloru, otkrivena je 1997. godine, a premijerno izvedena tek 2001. godine. Preko 25 ranije nepoznatih dela objavljeno je od osnivanja udruženja. Nekoliko Rebekinih kamernih dela, uključujući ekspanzivnu Rapsodiju za violončelo i klavir, i Cortege, njeno jedino klavirsko delo, prvi put su snimljeni 2000. godine. Udruženje je 2002. godine organizovalo i sponzorisalo svetske premijere violinskih sonata iz 1907. i 1909. godine.
Direktor udruženja Rebeka Klark, Lien Ketris, urednica je časopisa „A Rebecca Clarke Reader“, kojeg je prvobitno objavljivao Indiana University Press tokom 2004. godine. Izdavač je povukao publikaciju iz opticaja zbog žalbi upravnika Rebekine zaostavštine na citiranje neobjavljenih primera iz njenih dela. Međutim, časopis se od tada izdaje od samog udruženja.

## Izabrana dela
Kamerna muzika
- 2 Pieces: Lullaby and Grotesque za violu (ili violinu) i violončelo (око 1916)
- Morpheus za violu i klavir (1917–1918)
- Sonata za violu i klavir (1919)
- Piano Trio (1921)
- Rhapsody za violončelo i klavir (1923)
- Passacaglia on an Old English Tune za violu (ili violončelo) i klavir (?1940–1941)
- Prelude, Allegro and Pastorale za violu i klarinet (1941)

Vokal
- Shiv and the Grasshopper za glas i klavir (1904); tekst iz Knjige o džungli autoraDžozefa Radjarda Kiplinga
- Shy One za glas i klavir (1912); tekst Vilijama Batlera Jejtsa
- He That Dwelleth in the Secret Place (Psalem 91) za soliste i mešoviti hor (1921)
- The Seal Man za glas i klavir (1922); tekst Džona Mejfilda
- The Aspidistra za glas i klavir (1929); tekst Kloda Flajta
- The Tiger za glas i klavir (1929–1933); tekst Vilijama Blejka
- God Made a Tree za glas i klavir (1954); tekst Katerine Kendal

Hor
- Music, When Soft Voices Die za mešoviti hor (1907); tekst Persia Biša Šelia

## Literatura
- Ludwig Finscher (Hrsg.): Die Musik in Geschichte und Gegenwart. стр. 1194—1195. ISBN 3-7618-1110-1.. Kassel u. a., Bärenreiter 2000, Personenteil Bd. 4.
- Daniela Kohnen: Rebecca Clarke • Komponistin und Bratschistin. Egelsbach u. a., Hänsel-Hohenhausen 1999. [Deutsche Hochschulschriften 1157].  3-8267-1157-2
- Katharina Talkner: Artikel „Rebecca Clarke“. In: MUGI. Musikvermittlung und Genderforschung: Lexikon und multimediale Präsentationen, hg. von Beatrix Borchard und Nina Noeske, Hochschule für Musik und Theater Hamburg, 2003ff. Stand vom 4. März 2010.

## Buduća čitanja
- Ann M. Woodward, program notes to Clarke's Sonata for Viola and Piano, J. & W. Chester, Ltd., 1985.

## Spoljašnje veze
Медији везани за чланак Rebeka Klark на Викимедијиној остави

- The Rebecca Clarke Society Homepage
- Rebecca Clarke (бесплатне песме за субјекат) на сајту IMSLP (језик: енглески)
- Songs by Rebecca Clarke on The Art Song Project

- Musikbeispiele (Unterseite der Rebecca Clarke Society) Архивирано на веб-сајту  (13. април 2021)
- Rebecca Clarke, Seite der American Public Media
- Lieder von Rebecca Clarke bei The Art Song Project.com